# Controller (informatica)

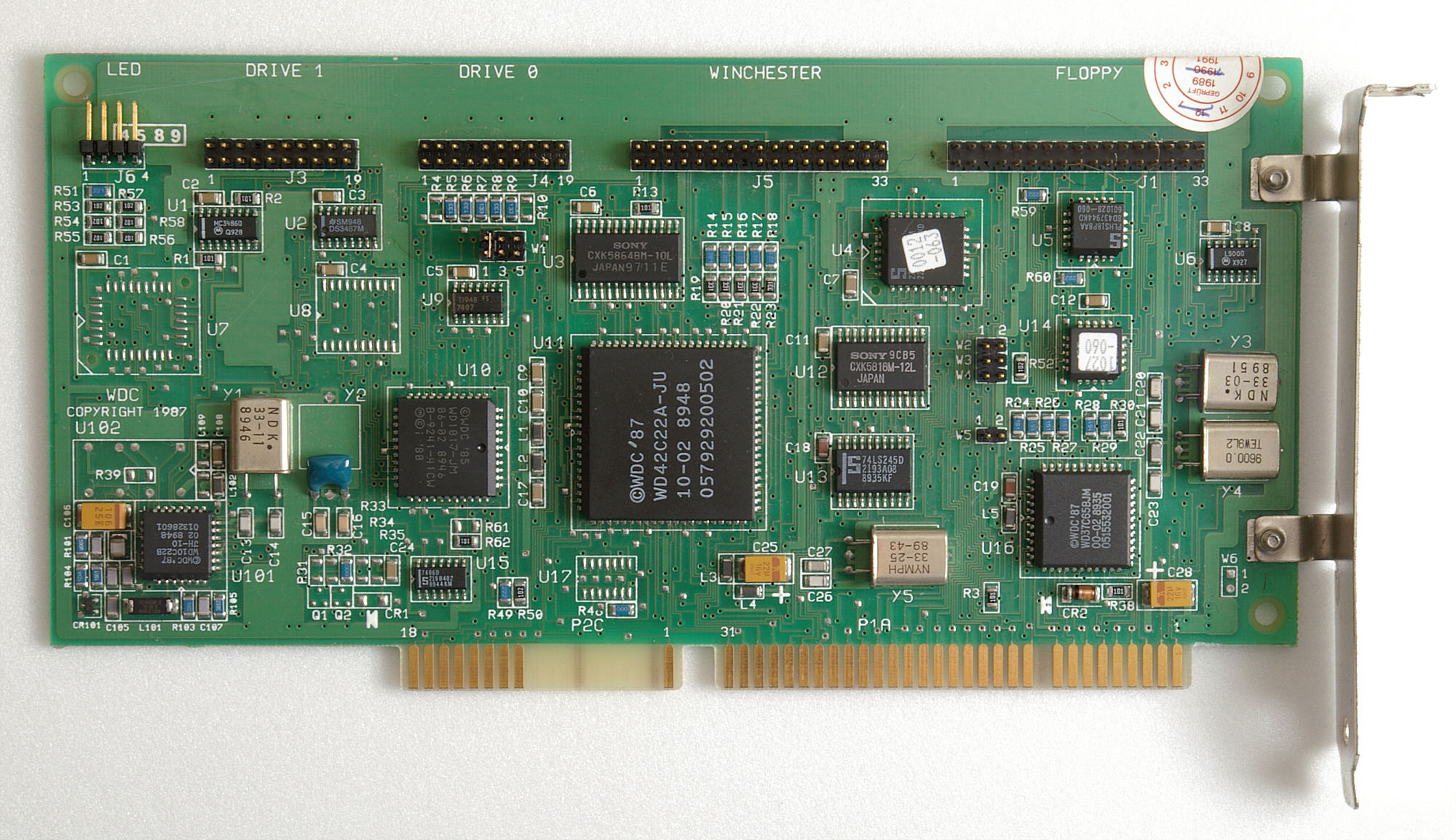
Een controllerkaart voor harde schijven en een diskettestation.

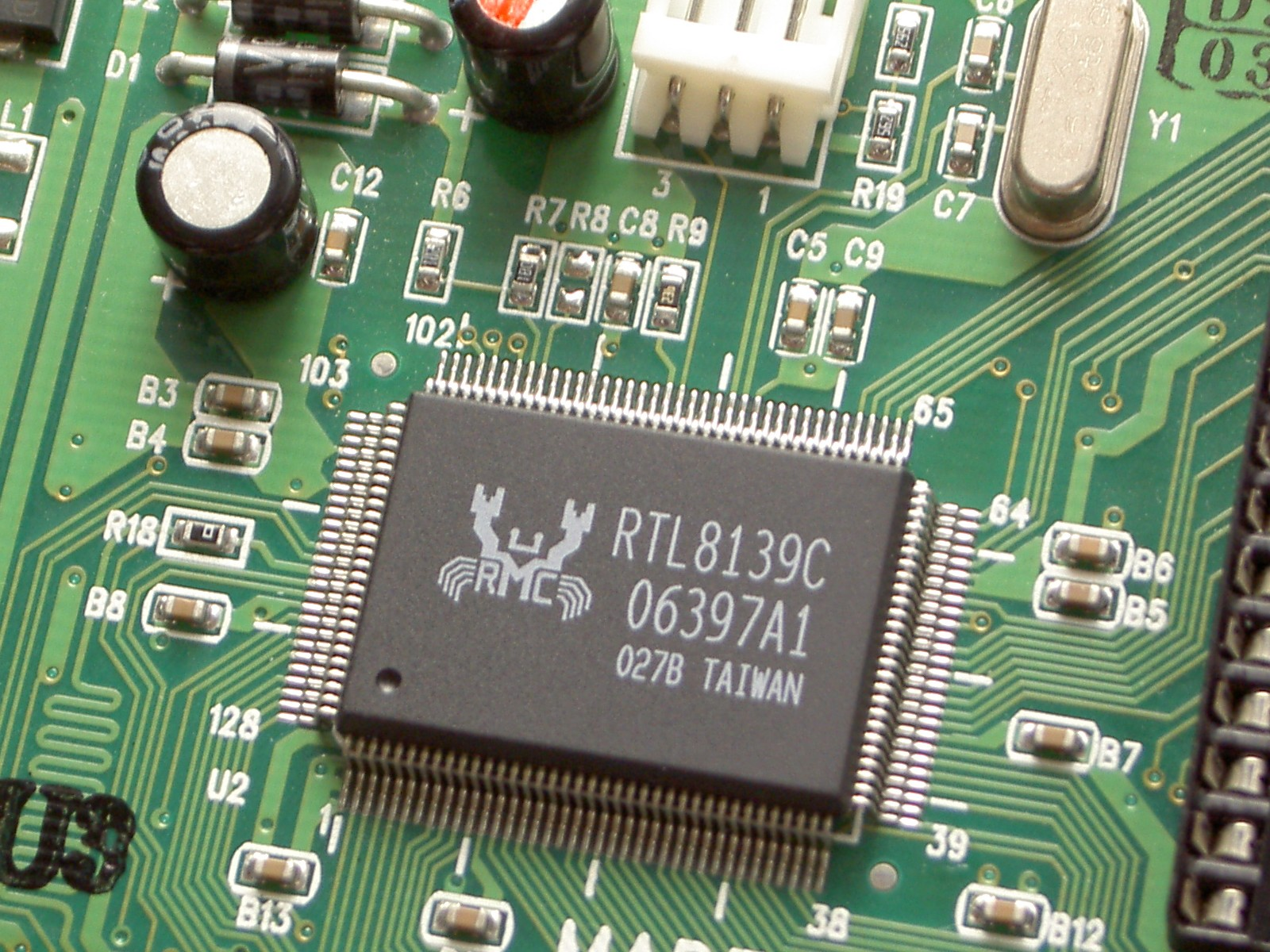
Een ethernet-controllerchip.

Een controller (Engels voor besturingseenheid) is computerhardware waarmee bepaalde bewerkingen van interne of externe apparatuur wordt bestuurd. Als een controller alleen uit een geïntegreerde schakeling of microchip bestaat, wordt deze meestal een microcontroller genoemd.

## Beschrijving
Controllers hebben een veelvoud aan taken in de computer: ze handelen de verwerking van interruptverzoeken (IRQ's) af, nemen de toetsenbordinvoer of de besturing van een harde schijf op zich, of regelen het beheer van werkgeheugen binnen het computersysteem.
Normaliter duidt men met een controller, vaak ook adapter genoemd, meestal een interface aan. Een netwerkcontroller/adapter wordt bijvoorbeeld gebruikt om het onderdeel aan te duiden dat een pc met een computernetwerk verbindt, en de grafische controller/adapter is het onderdeel dat de pc verbindt met een beeldscherm.
Controllers als interface voor een harde schijf, bijvoorbeeld een IDE-controller, worden tegenwoordig een Host-Bus-adapter genoemd. Sinds IDE in de jaren tachtig wijdverbreid werd, zijn deze controllers in de harde schijf zelf ondergebracht.
In pc's zijn controllers ondergebracht op insteekkaarten of op het moederbord van de computer zelf. Omdat de toetsenbordcontroller een van de meest elementaire functies van de computer is, bevindt deze zich altijd op het moederbord.